# Film4
Film4 é uma rede de televisão digital britânica com transmissão no país de origem, que pertence a Channel Four Television Corporation e se destina a exibição de filmes. O Channel 4 e o Film 4 são parte da Rede Britânica de Comunicação Pública, liderada pela BBC e que funciona de acordo com as diretrizes do Governo Britânico. Ele oferece obras cinematográficas em baixa definição gratuitamente e em alta por meio de programas de satélite.
Fundada em 1 de novembro de 1998, a versão Film4 HD surgiu em 22 de julho de 2010.